# جایزه بزرگ آرژانتین ۱۹۷۳
جایزه بزرگ آرژانتین ۱۹۷۳ (انگلیسی: ‎1973 Argentine Grand Prix‎) یک مسابقهٔ موتوری در رشتهٔ اتومبیل‌رانی فرمول یک بود که در تاریخ ۲۸ ژانویهٔ ۱۹۷۳ در پیست اتومبیل‌رانی شهرداری شهر بوئنوس آیرس واقع در بوئنوس آیرس، آرژانتین برگزار شد. این گراند پری در میان ۱۵ گراند پری در فصل ۱۹۷۳، مسابقهٔ شمارهٔ ۱ بود.
در این مسابقه که در ۹۶ دور و به مسافت ۳۲۱٫۲۱۶ کیلومتر (۱۹۹٫۵۹۴ مایل) برگزار شد، پول پوزیشن توسط کلی رگاتزونی کسب شد و سریع‌ترین زمان برای طی یک دور پیست که برابر با ۱:۱۱٫۲۲ بود نیز توسط امرسون فیتیپالدی به ثبت رسید.
امرسون فیتیپالدی از تیم لوتوس-فورد، فرانسوا سورت از تیم تایرل-فورد و جکی استوارت از تیم تایرل-فورد به‌ترتیب مقام‌های اول تا سوم مسابقه را کسب کردند.

## رده‌بندی قهرمانی پس از مسابقه
| جایگاه | راننده           | امتیاز |
| ------ | ---------------- | ------ |
| ۱      | امرسون فیتیپالدی | ۹      |
| ۲      | فرانسوا سورت     | ۶      |
| ۳      | جکی استوارت      | ۴      |
| ۴      | ژاکی ایکس        | ۳      |
| ۵      | دنی هیولم        | ۲      |
| منبع:  |                  |        |

| جایگاه | سازنده      | امتیاز |
| ------ | ----------- | ------ |
| ۱      | لوتوس-فورد  | ۹      |
| ۲      | تایرل-فورد  | ۶      |
| ۳      | فراری       | ۳      |
| ۴      | مک‌لارن-فورد | ۲      |
| ۵      | برابام-فورد | ۱      |
| منبع:  |             |        |

یادداشت
- تنها پنج جایگاه نخست از هر رده‌بندی نمایش داده شده‌است.